# Jean-Claude Lauzon
Jean-Claude Lauzon (Montreal, 29 de septiembre de 1953 -  Kuujjuaq, 10 de agosto de 1997) fue un director de cine canadiense.

## Biografía
Lauzon nació en una familia humilde y se desempeñó haciendo varios trabajos hasta que obtuvo el título en Comunicaciones. Posteriormente estudió cine en Los Ángeles en los años 70. Hizo algunos cortometrajes con los que recibiría varios premios y dos de sus películas fueron bastante galardonadas lo cual le permitió ser considerado uno de los directores más importantes de la época.

## Fallecimiento
Estaba preparando su tercera película cuando murió con su novia Marie-Soleil Tougas en un accidente de avión. El 10 de agosto de 1997 el avión Cessna 180 que Lauzon pilotaba se estrelló en la ladera de una montaña cerca del pueblo de Kuujjuaq, en Quebec. Lauzon tenía 43 años de edad cuando falleció.

## Obra
Su película de 1992, Léolo fue nominada a la Palma de Oro, máximo galardón del festival de Cine de Cannes. Esta fue su obra más renombrada y forma parte de las 100 películas más importantes de toda la historia según la revista Times.

## Filmografía
1. Piwi, cortometraje de 1981, como director.
2. Un zoo la nuit (1987), como director y escritor.
3. Léolo (1992), como director y escritor.